# Juan Antonio Bayona
Juan Antonio García Bayona (* 9. května 1975, Barcelona, Španělsko) je španělský filmový režisér. Po studiu na španělské škole Escola Superior de Cinema i Audiovisuals de Catalunya se začal věnovat režírováním televizních reklam a hudebních videí. Zároveň se také podílel na dvou krátkých filmech; My Holidays (1999) a The Spongeman (2002). Během roku 2004 navázal Bayona spolupráci se scenáristou Sergio G. Sánchezem, který mu nabídl scénář k hororu Sirotčinec (2007). Bayona se režie ujal a za film získal ocenění Goya v kategorie Nejlepší začínající režisér. Další režisérův snímek, Nic nás nerozdělí, měl premiéru v roce 2012 a na scénáři se opět podílel Sánchez.
Roku 2016 byl do kin uveden film Volání netvora: Příběh života, který Bayona natočil podle knižní předlohy Volání netvora od Patricka Nesse. Bayona je také režisérem filmu Jurský svět: Zánik říše.

## Filmografie

### Film
- My Holidays (1999)
- The Spongeman (2002)
- Sirotčinec (2008)
- Nic nás nerozdělí (2012)
- Volání netvora: Příběh života (2016)
- Jurský svět: Zánik říše (2018)

### Televize
- Penny Dreadful (2014, 2 epizody)